# 大家村 (島根県)
大家村（おおえむら）は、島根県邇摩郡にあった村。現在の大田市の一部にあたる。

## 地理
大江高山の山麓に位置していた。
- 河川：大家川[1]

## 歴史
- 1889年（明治22年）4月1日、町村制の施行により、邇摩郡大家本郷、北佐木村（一部、字大口）が合併して村制施行し、大家村が発足[1][2]。大字は大家本郷のみ[1]。
- 1947年（昭和22年）11月15日 - 邇摩郡八代村と合併し大代村を新設して廃止された[1][2]。

### 地名の由来
由来は不明。一説にこの地を通った神がわが子に会ったので逢江と称され、それが大家に変わったとの伝承あり。